# Hier & Jetzt
Hier & Jetzt (H&J) war eine seit Ende 2005 anfangs vierteljährlich, später unregelmäßig erschienene rechtsextreme Zeitschrift. Sie wurde zunächst von dem sächsischen Landesverband der Jungen Nationaldemokraten, der Jugendorganisation der NPD, herausgegeben. Seit 2009 war das NPD-nahe Bildungswerk für Heimat und nationale Identität e. V. Herausgeber.
Chefredakteure waren von 2005 bis 2008 Johannes Nagel, von 2008 bis 2009 Angelika Willig und zuletzt ab 2009 der NPD-Funktionär Arne Schimmer, der zeitgleich auch bei der Edition Antaios des Institut für Staatspolitik arbeitete.
Die letzte Ausgabe der Zeitschrift erschien im Frühjahr 2013.

## Ausrichtung
Nach Aussagen der Herausgeber strebe man eine „rechtsradikale Schrift“ an; „namhafte Autoren aus der rechtsintellektuellen Szene“ richteten sich „an ein formal höher gebildetes Publikum“. Laut Innenministerium des Landes Schleswig-Holstein werbe man „verstärkt um die Zielgruppe der Jugendlichen und Schüler“. Nach Verlautbarung der NPD Sachsen (2009) wollten sich in den kommenden Jahren zur Weiterentwicklung aktiv NPD-Abgeordnete beteiligen. Die NPD führe einen „Kampf um die Köpfe“, bei dem sie „nicht zugehörige Intellektuelle einzubinden sucht. Bislang zeigten diese Bemühungen jedoch kaum Erfolg“, so das Thüringer Innenministerium.

## Verfassungsschutz: rechtsextremistisch
Bereits im Verfassungsschutzbericht 2006 des Sächsischen Staatsministeriums des Innern ist zu lesen, dass „vordergründig rechtsextremistische Theorien transportiert“ werden. Außerdem „werden alternative Modelle der gesellschaftlichen Organisierung sowie – aus rechtsextremistischer Sicht – politische Hintergründe und kulturelle Aspekte thematisiert.“
Im Verfassungsschutzbericht 2012 des Bundesministerium des Innern hieß es in der Rechtsextremismus-Rubrik „Strategische Ansätze“ der NPD, dass die Publikation „ein für das rechtsextremistische Spektrum verhältnismäßig hohes intellektuelles Niveau“ erreiche und so „die NPD tatsächlich ein über das unmittelbare Umfeld hinausgehendes Teilnehmer und Leserpublikum“ anspreche. Gleichwohl bleibe „die Partei von der Einflussnahme auf einen gesellschaftspolitisch relevanten Diskurs weit entfernt“.
Das Sächsische Staatsministerium des Innern führte auch zuletzt im Verfassungsschutzbericht 2013 die Zeitschrift als rechtsextremistisch. Weiterhin führte es aus: „Die offensichtlichen Bemühungen, auch Artikel aufzunehmen, deren Inhalte nicht rechtsextremistisch sind, erscheinen als lediglich taktisches Mittel, um das Bild einer pluralistischen Diskussionskultur zu erzeugen.“

## Autoren und Redaktion
Autoren waren bekannte Rechtsextremisten wie Karl Richter, Reinhold Oberlercher, Jürgen Schwab, und Bernd Rabehl. Als Interviewpartner standen u. a. Andreas Molau, Udo Voigt und Michael Schäfer, allesamt Mitglieder der NPD, und die „Konvertiten“ Günter Maschke, Hans-Dietrich Sander und Hadayatullah Hübsch sowie Ernst Nolte zur Verfügung.
Bis 2009 war Angelika Willig, ehemalige Junge-Freiheit-Redakteurin und Lebensgefährtin von Uwe Meenen, Chefredakteurin. 2008 erhielt die von Angelika Willig geleitete Hier & Jetzt den Förderpreis für Publizistik der damals von Andreas Molau geführten rechtsextremen Gesellschaft für freie Publizistik (GfP).